# Late Date with Ruth Brown
| Recensione | Giudizio |
| ---------- | -------- |
| AllMusic   |          |

Late Date with Ruth Brown è il secondo album come solista della cantante jazz statunitense Ruth Brown, pubblicato dalla casa discografica Atlantic Records nell'agosto del 1959.

## Tracce

### LP
Lato A
1. It Could Happen to You – 3:04 (testo: Johnny Burke – musica: Jimmy Van Heusen) – Registrato il 5 febbraio 1959
2. Why Don't You Do Right – 2:12 (Joe McCoy) – Registrato il 2 febbraio 1959
3. Bewitched – 4:33 (testo: Lorenz Hart – musica: Richard Rodgers) – Registrato il 5 febbraio 1959
4. I'm Just a Lucky So and So – 3:17 (testo: Mack David – musica: Duke Ellington) – Registrato il 27 gennaio 1959
5. I Can Dream, Can't I – 2:35 (testo: Irving Kahal – musica: Sammy Fain) – Registrato il 2 febbraio 1959
6. You and the Night and the Music – 2:31 (testo: Howard Dietz – musica: Arthur Schwartz) – Registrato il 27 gennaio 1959

Lato B
1. You'd Be So Nice to Come Home To – 1:53 (Cole Porter) – Registrato il 2 febbraio 1959
2. We'll Be Together Again – 4:16 (testo: Frankie Laine – musica: Carl T. Fischer) – Registrato il 5 febbraio 1959
3. I'm Beginning to See the Light – 2:26 (testo: Don George – musica: Harry James, Duke Ellington, Johnny Hodges) – Registrato il 2 febbraio 1959
4. I Loves You, Porgy – 2:41 (testo: Ira Gershwin – musica: George Gershwin) – Registrato il 5 febbraio 1959
5. No One Ever Tells You – 4:02 (Carroll Cootes, Hub Atwood) – Registrato il 27 gennaio 1959
6. Let's Face the Music and Dance – 2:09 (Irving Berlin) – Registrato il 27 gennaio 1959

## Musicisti
It Could Happen to You / Bewitched / We'll Be Together Again / I Loves You, Porgy
- Ruth Brown – voce
- Richard Wess – conduttore orchestra, arrangiamenti
- George Berg – sassofono tenore, flauto
- Romeo Penque – sassofono alto, oboe, flauto
- Eugene Orloff – concertmaster
- Harry Katzman – violino
- Leo Kruczek – violino
- Arnold Eidus – violino
- Harry Melnikoff – violino
- Julius Held – violino
- Tony Bambino – violino
- Felix Giglio – violino
- Al Caiola – chitarra
- Milt Hinton – contrabbasso
- Hank Jones – pianoforte
- Don Lamond – batteria

Why Don't You Do Right / I Can Dream, Can't I / You'd Be So Nice to Come Home To / I'm Beginning to See the Light
- Ruth Brown – voce
- Richard Wess – conduttore orchestra, arrangiamenti
- Frank Rehak – trombone
- Morton Bullman – trombone
- Chauncey Welsch – trombone
- Bob Alexander – trombone
- Mundell Lowe – chitarra
- Hank Jones – pianoforte
- Milt Hinton – contrabbasso
- Don Lamond – batteria

I'm Just a Lucky So and So / You and the Night and the Music / No One Ever Tells You / Let's Face the Music and Dance
- Ruth Brown – voce
- Richard Wess – conduttore orchestra, arrangiamenti
- George Berg – sassofono
- Romeo Penque – sassofono
- Jerry Sanfino – sassofono
- Joe Soldo – sassofono
- Phil Bodner – sassofono
- Doc Severinsen – tromba
- Bernie Glow – tromba
- Ernie Royal – tromba
- Joe Cabot – tromba
- Frank Rehak – trombone
- Mervin Gold – trombone
- Bob Alexander – trombone
- Chauncey Welsch – trombone
- Mundell Lowe – chitarra
- Hank Jones – pianoforte
- Milt Hinton – contrabbasso
- Sol Gubin – batteria

Note aggiuntive
- Ahmet Ertegun e Nesuhi Ertegun – produttori, supervisori
- Registrazioni effettuate il 27 gennaio, 2 e 5 febbraio 1959 a New York City, New York
- Tom Dowd, Herb Kaplan e Heinz Kubicka – ingegneri delle registrazioni
- Bill Fotiades – foto copertina album originale
- Marvin Israel – design copertina album originale
- Howard Cook – note retrocopertina album originale [4]